# Spyker

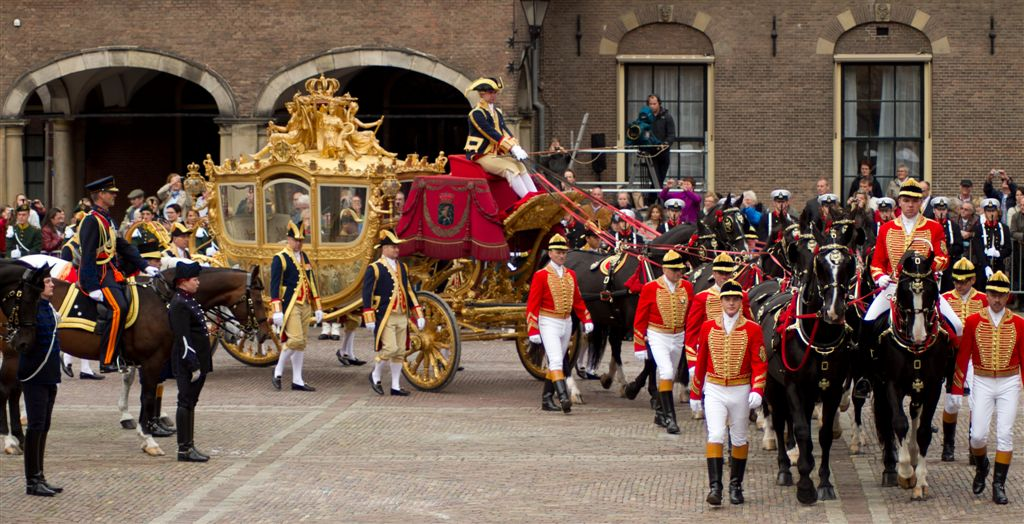
Caleașca de aur construită de frații Spijker în anul 1898

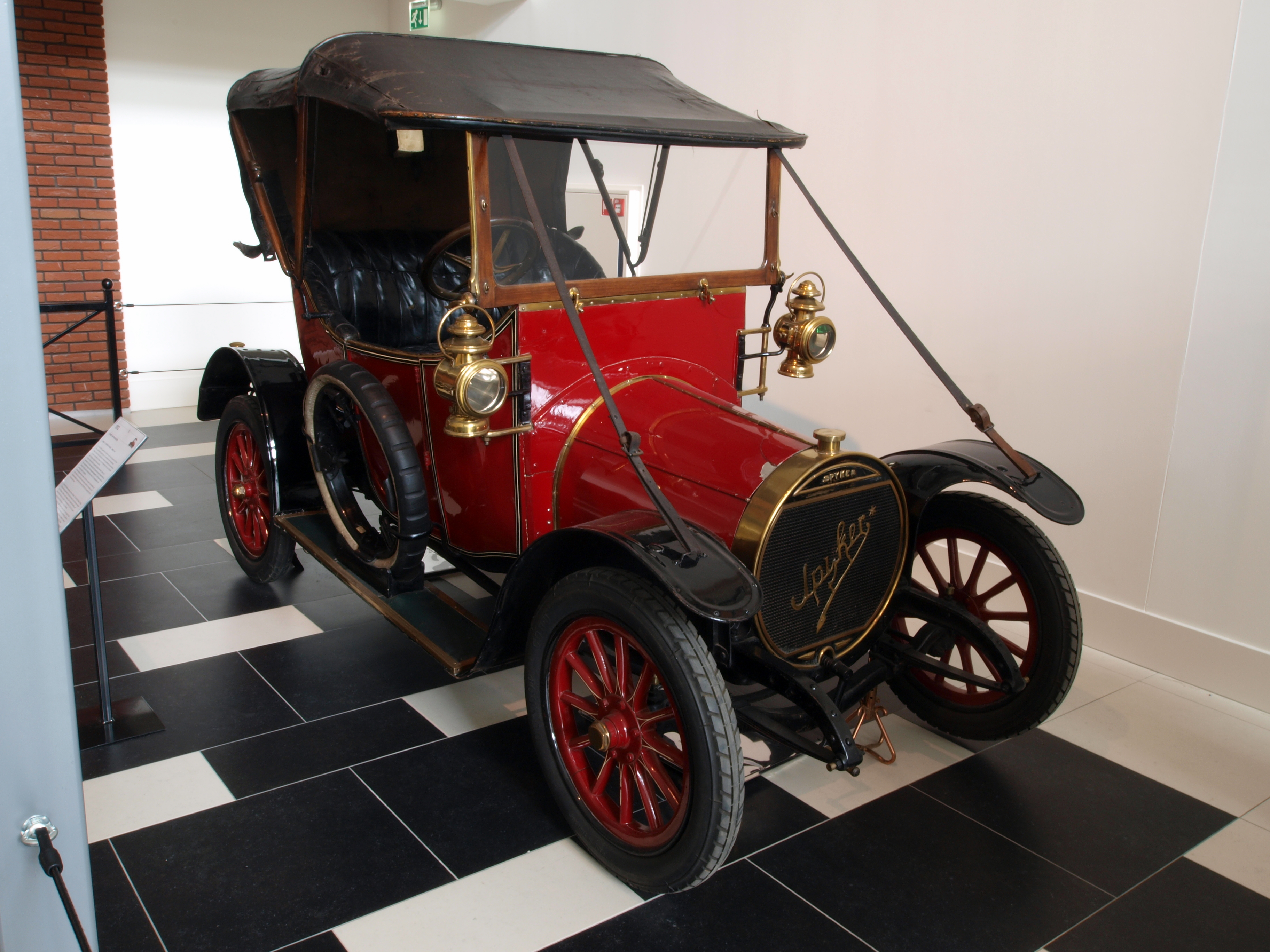
Spyker 7 HP din anul 1912

Spyker sau Spijker a fost un producător olandez de trăsuri, automobile și avioane, începând în 1880 de fierarii Jacobus și Hendrik-Jan Spijker. Situată inițial în Hilversum, compania sa mutat în Trompenburg, Amsterdam în 1898.
Cel mai cunoscut vehicul al acestui producător este așa-numită Caleașcă de aur cu care monarhii Olandei sunt conduși la deschiderea Parlamentului în fiecare an, aceasta fiind un cadou din partea cetățenilor reginei Wilhelmina, la încoronarea ei în anul 1898.

## Istoric
Frații din Hilversum, fierari și constructori de trăsuri, Jacobus și Hendrik-Jan Spijker au înființat în Amsterdam o manufactură specializată în automobile exclusiviste sub numele Spijker. Cu accent pe piețele internaționale importante, numele de familie Spijker (în română cui) a fost schimbat în curând în denumirea comercială Spyker (vezi și IJ). După ce a vândut inițial automobile de la Carl Benz sub numele „Spyker-Benz”, în 1900 „Spyker 5 HP” a fost prima producție internă originală a companiei.
În iarna anului 1903/1904, Spyker 60 CP, care inițial trebuia să participe la cursa Paris-Madrid din 1903, a fost prezentat ca primul motor cu șase cilindri și primul automobil cu motor pe benzină (motor Otto) și tracțiune integrală.
În 1907, Charles Goddard a încheiat cu succes cursa Peking-Paris într-un Spyker.
În timpul Primului Război Mondial, afacerea cu mașini de lux s-a prăbușit complet și Spyker a fuzionat cu un producător de avioane. Între 1914 și 1918, au fost produse aproape 100 de avioane de luptă aeriană și aproximativ 200 de motoare de avioane Spyker.
După război, producția de automobile s-a reluat. În 1922, Hugo Baron van Pallandt a câștigat proba de viteză în coastă pe Mont de la Turbie de lângă Monte Carlo cu modelul Spyker C4, care era echipat cu un motor cu șase cilindri de la Maybach și se numea „Tenax”. În ciuda tuturor succeselor în curse și a unei reputații excelente (în Regatul Unit, de exemplu, C4 era adesea denumit „Rolls-Royce-ul continentului”), producția de mașini a fost oprită în 1925 din cauza lipsei de comenzi și compania a fost complet dizolvată prin licitație la 26 mai 1926. Până atunci, ea construise aproximativ 1500 de mașini și avea peste 100 de brevete pe numele ei.
În 1999, doi oameni de afaceri olandezi au achiziționat marca Spyker și au format o nouă companie, Spyker Cars, pentru a produce mașini sport.